# Psychotria ankasensis
Psychotria ankasensis är en måreväxtart som beskrevs av J.B.Hall. Psychotria ankasensis ingår i släktet Psychotria och familjen måreväxter. Inga underarter finns listade i Catalogue of Life.